# Ромен Гари
Ромен Гари (фр. Romain Gary; Вилњус, 21. мај 1914 – 2. децембар 1980) био је француски књижевник, дипломата, филмски редитељ и авијатичар у Другом светском рату. Једини је аутор који је Гонкурову награду добио два пута, под два различита имена. Први пут за роман Корени неба 1956. године, а други 1975. године за роман Живот је пред тобом, који је објавио под псеудонимом Емил Ажар. Један је од најзначајнијих писаца француске књижевности друге половине 20. века.

## Биографија
Гари је рођен 1914. године као Роман Кацев у граду Вилни у Руској империји (данашњи Вилњус у   Литванији). 
У својим књигама и интервјуима изнео је више различитих верзија порекла својих родитеља и сопственог детињства. Његова мајка, Мина Овцинска (1879—1941), била је јеврејска глумица из литванског града Швенчиониса, а отац је био крзнар по имену Арије-Лејб Кацев (1883—1942) из Тракаја, такође Ашкенази. Арије-Лејб је напустио породицу 1925. године и поново се оженио. Гaри је касније тврдио да је његов прави отац био прослављени глумац и филмска звезда Иван Можухин (Ива́н Ильи́ч Мозжу́хин), са којим је његова мајка глумица радила и на кога је веома личио. Можухин се појављује у његовом аутобиографском роману Обећање у зору.
Сиромашно детињство је провео са мајком у Русији и Пољској. Када је имао четрнаест година, он и његова мајка емигрирали су у Ницу, у Француску. Студирао је право, прво у Екс ан Провансу, а затим у Паризу. Научио је да управља авионом у француском ратном ваздухопловству у Салон де Провансу и у ваздухопловној бази Аворд, близу Буржа.
У Другом светском рату учествовао је као авијатичар. Придружио се снагама Слободне Француске и генералу де Голу. Рат је завршио као капетан у лондонским канцеларијама ваздухопловних снага Слободне Француске. Имао је преко 25 успешних летова, бележећи преко 65 сати летења. У то време променио је име у Ромен Гари. Био је одликован за храброст у рату, примио је многе медаље и признања, међу којим и орден Легије части.
Године 1945. објавио је свој први роман Éducation européenne (Европско васпитање). Одмах након војне службе, радио је у француској дипломатској служби у Бугарској и Швајцарској. Године 1952. постао је секретар француске делегације при Уједињеним нацијама, а 1956. године постаје генерални конзул у Лос Анђелесу и упознаје Холивуд.
Након повлачења из дипломатије 1961. године, настанио се у Паризу и наставио да објављује у Француској и Сједињеним Државама, постигавши успех на два језика која му нису матерња.

### Као Емил Ажар
У мемоарима објављеним 1981. године, Гаријев нећак Пол Павлович тврди да је Гари објавио неколико дела под псеудонимом Емил Ажар. Гари је ангажовао Павловича да глуми Ажара у јавним наступима, што му је омогућило да освоји другу Гонкурову награду 1975. године за роман Живот је пред тобом, кршећи уобичајена правила награде.
Екранизација романа Живот је пред тобом из 1977. године Madame Rosa, освојила је Оскара за најбољи филм на страном језику. Под псеудонимом Емил Ажар објавио је четири романа. Постхумни документ ће открити да је Ажар заправо Гари.
Објављивао је и под псеудонимима Шатан Богат и Фоско Синибалди.

### Књижевни рад
Гари је један од најпопуларнијих и најплоднијих француских писаца. Написао је више од 30 романа, есеја и мемоара, неке и под псеудонимом. Његов опус је обележен хуманизмом и тежњом да се афирмише људско и животињско достојанство.
Он је једини писац  која је два пута освојио Гонкурову награду. Ова награда за књижевност на француском језику додељује се једном аутору. Гари, који је већ добио награду 1956. године за Корени неба, објавио је Живот је пред тобом под псеудонимом Емиле Ажар 1975. године. Академија Гонкур доделила је награду аутору те књиге не знајући његов идентитет. Гаријев нећак Пол Павлович једно време се представљао као аутор. Гари је касније открио истину у својој постхумној књизи Живот и смрт Емила Ажара. Гари је такође објављивао као Шатан Богат, Рене Девил и Фоско Синибалди, као и под својим рођеним именом Роман Кацев.

Поред романа, писао је и сценарије. Написао је сценарио за филм Најдужи дан и био ко-сценариста и режисер филма Убиј!,  у ком је глумила његова тадашња супруга Џин Сиберг. Године 1979. био је члан жирија на 29. Берлинском међународном филмском фестивалу.

## Лични живот
Гаријева прва супруга била је британска списатељица, новинарка и уредница Vogue магазина Лесли Бланч. Венчали су се 1944. а развели 1961. године. Од 1962. до 1970. године, Гари је био ожењен америчком глумицом Џин Сиберг (Jean Seberg), са којом је добио сина Александра Дијега Гарија.
Након што је сазнао да је Џин Сиберг имао аферу са Клинтом Иствудом, Гари га је изазвао на двобој, али је Иствуд одбио.
Гари је умро 2. децембра 1980. године у Паризу од самонанете ране из ватреног оружја. Оставио је белешку у којој је писало да његова смрт нема везе са самоубиством Сибергове претходне године.
Гари је кремиран на гробљу Пер Лашез, а његов пепео је расут у Средоземном мору у близини Рокебрин-Кап-Мартена. 

### Као Ромен Гари
- Éducation européenne (1945)
- Tulipe (1946)
- Одећа без људи (Le Grand Vestiaire) (1949)
- Les Couleurs du jour (1952)
- Корени неба (Les Racines du ciel) (1956)
- Lady L  (1958)
- Обећање у зору (La Promesse de l'aube) (1960)
- Johnie Cœur (1961)
- Gloire à nos illustres pionniers (1964) - кратке приче
- Скијаш скитница (The Ski Bum) (1965)
- Pour Sganarelle (1965) -есеј
- Les Mangeurs d'étoiles (1966)
- La Danse de Gengis Cohn (1967)
- La Tête coupable (1968)
- Пас белац (Chien blanc) (1970)
- Les Trésors de la mer Rouge (1971)
- Europa (1972)
- The Gasp (1973)
- Les Enchanteurs (1973)
- La nuit sera calme (1974) - интервју
- Au-delà de cette limite votre ticket n'est plus valable]] (1975)
- Сјај жене (Clair de femme) (1977)
- La Bonne Moitié (1979) - драма
- Les Clowns lyriques (1979); нова верзија Les Couleurs du jour
- Les Cerfs-volants (1980)
- Vie et Mort d'Émile Ajar (1981) - постхумно
- L'Affaire homme (2005) - чланци и интервјуи
- L'Orage (2005) - кратке приче и назавршени романи

### Као Емил Ажар
- Gros câlin (1974)
- Живот је пред тобом (La vie devant soi) (1975)
- Pseudo (1976)
- L'Angoisse du roi Salomon (1979)

### Као Фоско Синибалди
- L'homme à la colombe (1958)

### Као Шатан Богат
- Les têtes de Stéphanie (1974)

## Филмографија

### Као режисер
- Birds in Peru (1968) са Џин Себерг у главној улози
- Kill! (1971) такође са Џин Себерг

### Као сценариста
- The Roots of Heaven (1958)
- Најдужи дан (1962)
- Madame Rosa (1977)

### Као глумац
- Nitchevo  (1936) - Младић на огради
- The Road to Corinth (1967) -(некредитовано)